# Dörverden
Dörverden è un comune di 9 062 abitanti della Bassa Sassonia, in Germania.
Appartiene al circondario (Landkreis) di Verden (targa VER).
Il territorio comunale comprende anche le frazioni di Ahnebergen, Barme, Barnstedt, Diensthop, Hülsen, Stedebergen, Stedorf, Wahnebergen e Westen.